# Distretto di Lyman (oblast' di Donec'k)
Il distretto di Lyman (in ucraino Лиманський район?) era un distretto (rajon) dell'Ucraina, situato nell'oblast' di Donec'k. Il suo capoluogo era Lyman.
È stato soppresso con la riforma amministrativa del 2020.